# Paul Ernst (écrivain allemand)
Pour les articles homonymes, voir Ernst.
Ne doit pas être confondu avec Paul Ernst (écrivain américain).
(Karl Friedrich) Paul Ernst, né le 7 mars 1866 à Elbingerode (royaume de Hanovre) et mort le 13 mai 1933 à Sankt Georgen an der Stiefing (Autriche), est un écrivain, dramaturge, critique et journaliste allemand.

## Œuvres

### Romans
- Der schmale Weg zum Glück
- Das Glück von Lautenthal
- Der Schatz im Morgenbrotstal
- Saat auf Hoffnung

### Romans et contes
- Der Tod des Cosimo
- Komödianten- und Spitzbubengeschichten
- Die Hochzeit

### Drame
- Demetrios
- Ariadne auf Naxos
- Canossa
- Brunhild
- Zwei Weiber
- Would-be Hamlet
- Der Erbe
- Die Verlobung
- Das Kind der Polizei
- Des Adels Stolz
- Die Äbtissin von Jouarre
- Der Sterbende

### Essais
- Der Weg zur Form
- Zusammenbruch des Idealismus (1918), (1931)
- Zusammenbruch des Marxismus (1919)
- Grundlagen der neuen Gesellschaft